# Scherfgasse

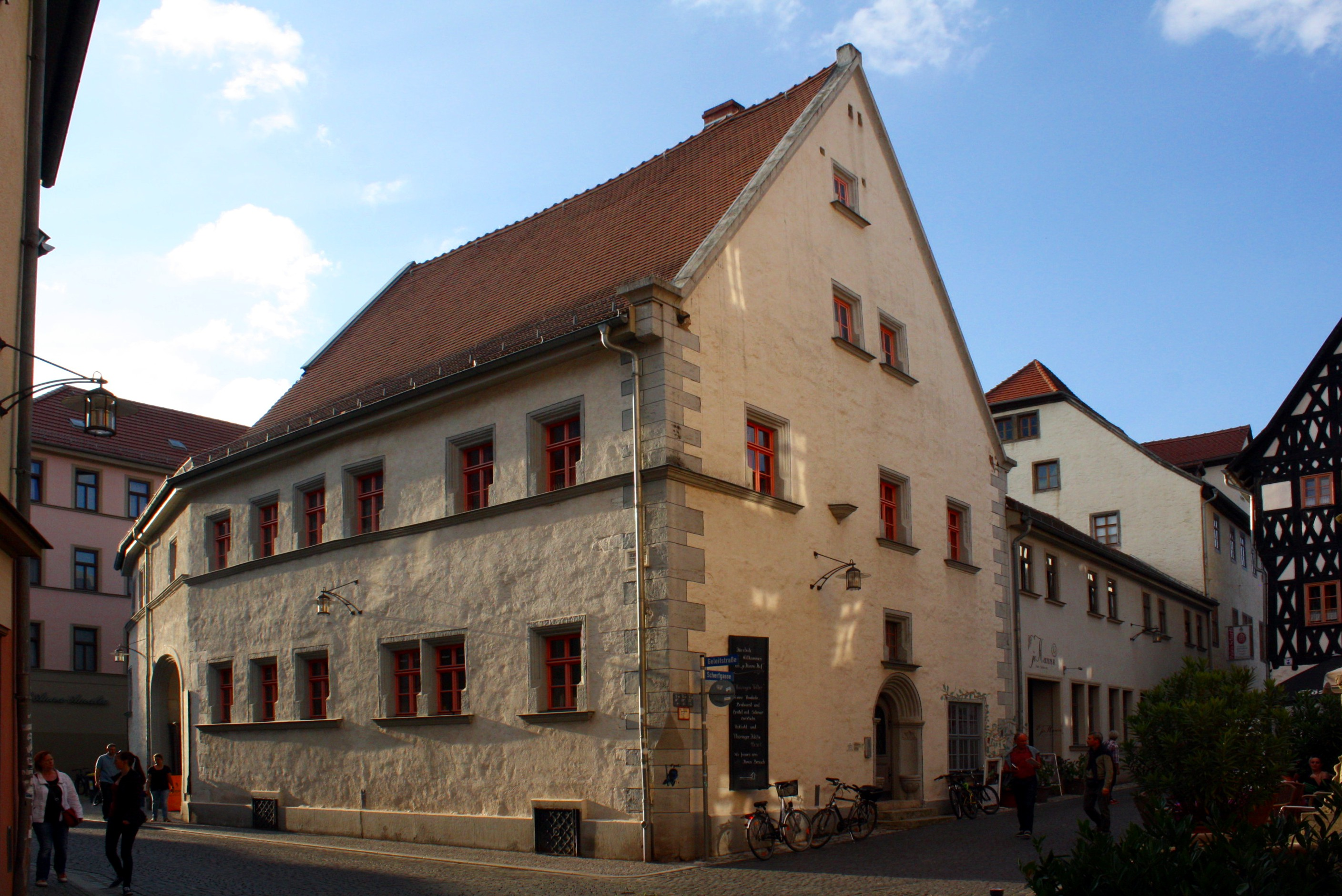
Geleithaus in Weimar

Die Scherfgasse ist ein Straßenzug nordsüdlichen Verlaufs in Weimar, gelegen am Westrand der frühesten Altstadt.
Das Haus in der Scherfgasse 1, das Geleithaus, gab der Geleitstraße ihren Namen. Die Scherfgasse endet an der Kleinen Teichgasse.
Den Namen Scherfgasse könnte die kurze und schmale Gasse vom Schärfen der Klingen haben.
Charlotte von Stein – durch ihre Beziehung zu Goethe in die deutsche Literaturgeschichte eingegangen – war die Tochter des herzoglich-sächsischen Kammerjunkers und späteren Hofmarschalls Johann Wilhelm Christian von Schardt (um 1711–1790) und der Konkordia Elisabeth von Irving (1722?–1802). Nach diesem Hofmarschall wurde das Haus Scherfgasse 3 Palais Schardt genannt mit Goethe-Pavillon im Stile des Rokoko, in welchem Charlotte von Stein ihre Kindheit und Jugend verbrachte. Im Nachbarhaus in der Scherfgasse befindet sich die Pavillon-Presse Weimar. Außerdem befinden sich hier die Geleitschenke und der Geleitbrunnen von 1847, den Carl Dornberger an der dortigen platzartigen Erweiterung schuf. Einer, der zeitweilig gegenüber dem Geleithaus in der Scherfgasse wohnte, war Christoph Martin Wieland.
Die gesamte Scherfgasse steht auf der Liste der Kulturdenkmale in Weimar (Sachgesamtheiten und Ensembles).